# Loma de las Flores, Jalisco
Loma de las Flores är en ort i Mexiko.   Den ligger i kommunen Zapotitlán de Vadillo och delstaten Jalisco, i den södra delen av landet, 500 km väster om huvudstaden Mexico City. Loma de las Flores ligger 1 220 meter över havet och antalet invånare är 120.
Terrängen runt Loma de las Flores är lite bergig. Runt Loma de las Flores är det ganska tätbefolkat, med 65 invånare per kvadratkilometer. Närmaste större samhälle är Comala, 19,2 km söder om Loma de las Flores. I omgivningarna runt Loma de las Flores växer huvudsakligen savannskog.